# ادی پالمیری
ادواردو پالمیری (۱۵ دسامبر ۱۹۳۶–۶ اوت ۲۰۲۵) نوازنده پیانو، رهبر گروه، موسیقی‌دان و آهنگساز آمریکایی پورتوریکویی‌تبار بود. او بنیان‌گذار گروه‌های موسیقی لا پرفکتا، لا پرفکتا ۲ و هارلم ریور درایو بود.

## اوایل زندگی
ادواردو پالمیری در ۱۵ دسامبر ۱۹۳۶ متولد شد. والدین پالمیری، ایزابل مالدونادو پالمیری و کارلوس پالمیری، در سال ۱۹۲۶ از پونس، پورتوریکو به نیویورک نقل مکان کردند و در منطقه برانکس جنوبی نیویورک ساکن شدند. او و برادر بزرگترش چارلی پالمیری در نیویورک به دنیا آمدند.

پالمیری تحصیلات خود را در مدارس دولتی شهر نیویورک ادامه داد. او در یازده سالگی آموزش پیانو را آغاز کرد و توانست در تالار کارنگی اجرا کرد. تحت تأثیر تلونیوس مانک و مک‌کوی تاینر و با الهام از برادر بزرگترش، تصمیم گرفت روزی گروه موسیقی خود را تشکیل دهد، که در سال ۱۹۵۰ در چهارده سالگی به این هدف دست یافت. در طول دهه ۱۹۵۰، پالمیری در چندین گروه از جمله ارکستر تیتو رودریگز نوازندگی کرد.

## شغل
در سال ۱۹۶۱، پالمیری گروه موسیقی «کونجونتو لا پرفکتا» را تأسیس کرد که خواننده آن اسماعیل کینتانا بود
در سال ۱۹۷۵، پالمیری اولین جایزه گرمی را برای بهترین موسیقی لاتین با آلبوم خورشید موسیقی لاتین به دست آورد. در ۲۱ ژوئیه ۱۹۷۹، او به همراه باب مارلی، دیک گرگوری و پتی لابل و دیگران در جشنواره آماندلا حضور یافت.
در دهه ۱۹۸۰، پالمیری دو جایزه گرمی دیگر برای ضبط آهنگ‌های پالو پا رومبا و سولیتو دریافت کرد.
در سال ۱۹۹۸، پالمیری دکترای افتخاری از کالج موسیقی برکلی دریافت کرد. در سال ۲۰۰۰، پالمیری بازنشستگی خود را از دنیای موسیقی اعلام کرد. با این حال، او آلبوم شاهکار را با تیتو پونته ضبط کرد و دو جایزه گرمی را از آن خود کرد. علاوه بر این، او توسط بنیاد ملی فرهنگ عامه به عنوان «تهیه‌کننده برجسته سال» نیز انتخاب شد. پالمیری در طول دوران حرفه‌ای خود در مجموع ۹ جایزه گرمی کسب کرد.

## مرگ
پالمیری در ۶ اوت ۲۰۲۵ در ۸۸ سالگی در محل زندگی خود در هکنساک، نیوجرسی درگذشت.